# Ha'Merotz La'Million
| Página não é actualizada em conformidade com as outras versões. Aguardamos com expectativa Contribuição Page |

HaMerotz LaMillion (המירוץ למיליון, A Corrida para o Milhão) é a  versão de Israel do reality show Americano The Amazing Race. Produzido por Reshet, estreou em 5 de Fevereiro de 2009 no Channel 2. São 10 times de duas pessoas, e o time ganhador ganhará ₪1,000,000. Raz Meirman apresenta o programa.
Diferente das outras versões, o final da temporada da versão israelita será filmada após começar sua exibição.

## Resultados
Os seguintes times participaram da corrida, com seus relacionamentos na época das filmagens. Todas as pernas na corrida estão a alastrar em 2 episódios. Após o primeiro episódio da perna, o atualmente posicionamentos será posto aqui. Colocações estão listadas em ordem de chegada:
| Time              | Relacionamento     | Posição (por trecho) | Posição (por trecho) | Posição (por trecho) | Posição (por trecho) | Posição (por trecho) | Posição (por trecho) | Posição (por trecho) | Posição (por trecho) | Posição (por trecho) | Posição (por trecho) | Bloqueios Realizados |
| Time              | Relacionamento     | 1                    | 2                    | 3                    | 4                    | 5                    | 6                    | 7                    | 8                    | 9                    | 10                   | Bloqueios Realizados |
| ----------------- | ------------------ | -------------------- | -------------------- | -------------------- | -------------------- | -------------------- | -------------------- | -------------------- | -------------------- | -------------------- | -------------------- | -------------------- |
| Guy & Shay        | Sócios             | 7º                   | 2º                   | 2º                   | 5º                   | 4º                   | 1º                   | 1º                   | 2º»                  | 2º                   | 1                    | Guy 5, Shay 5        |
| Maya & Amichay    | Namorados          | 1º                   | 1º                   | 3º                   | 1º                   | 1º                   | 3º                   | 4º«                  | 3º                   | 3º                   | 2º                   | Maya 4, Amichay 6    |
| Tom & Gil         | Padrasto e Enteada | 5º                   | 4º                   | 4º                   | 4º                   | 6º                   | 2º                   | 2º                   | 4º                   | 1º                   | 3º                   | Tom 5, Gil 5         |
| Michal & Ran      | Casados            | 3º                   | 3º                   | 5º                   | 2º                   | 2º                   | 5º                   | 3º»                  | 1º                   | 4º                   |                      | Michal 4, Ran 5      |
| Hadas & Inbal     | Amigas             | 4º                   | 8º                   | 7º                   | 3º                   | 3º                   | 4º                   | 5º                   | 5º«                  |                      |                      | Hadas 4, Inbal 3     |
| Eliana & Yael     | Amigas             | 2º                   | 6º                   | 6º                   | 6º                   | 5º                   | 6º                   |                      |                      |                      |                      | Eliana 3, Yael 3     |
| Hannah & Margalit | Membros do Kibutz  | 9º                   | 9º                   | 1º                   | 7º>                  | 7º1                  |                      |                      |                      |                      |                      | Hannah 2, Margalit 1 |
| Alen & Inbal      | Ex-Namorados       | 8º                   | 5º                   | 8º                   | 8º<                  |                      |                      |                      |                      |                      |                      | Alen 2, Inbal 2      |
| Maor & Asher      | Amigos de Infância | 10º                  | 7º                   | 9º                   |                      |                      |                      |                      |                      |                      |                      | Maor 1, Asher 2      |
| Liran & Elena     | Misses             | 6º                   | 10º                  |                      |                      |                      |                      |                      |                      |                      |                      | Liran 1, Elena 1     |

Nota 1: Margalit e Hannah foram retirados da raça Margalit porque foi hospitalizado devido a uma grave infecção que sofreram duras anteriormente na Etapa 5.
 
- Vermelho significa que o time foi eliminado.
- Azul significa que o time chegou em último numa etapa não-eliminatória e teve que entregar todos os seus pertences e dinheiro. O time não receberá nenhum dinheiro no início da etapa seguinte e não poderá conseguir nenhum dinheiro até o início do etapa seguinte.
- Verde significa que o time ganhou o Avanço/Passe Livre. Uma etapa em verde significa que teve o Avanço mas não foi usado.
- Um > amarelo significa que a equipe optou por utilizar o Rendimento; < indica a equipa que ele recebeu; <> indica que o rendimento do que a perna estava disponível, mas não utilizadas.
- Um » marrom a equipe optou por utilizar um U-Turn; « indica a equipa que ele recebeu; «» indica uma perna quando o U-Turn estava disponível, mas não utilizadas.

## Etapas

### Etapa 1 (Israel → África do Sul)
- Tel Aviv, Israel  (Aeroporto Internacional Ben Gurion) (Largada)
- Tel Aviv (Aeroporto Internacional Ben Gurion) para Port Elizabeth, África do Sul  (Aeroporto Port Elizabeth)
- Port Elizabeth (Kragga Kamma Game Park)
- Nomathamsanqa (Loja das frutas)
- Garden Route (Parque Nacional Tsitsikamma) (Descanso Noturno)
- Garden Route (Vila Khoisan)
- Garden Route (Ponte Bloukrans)
- Garden Route (Acampamento Nature's Valley)

O Desvio foi uma escolha entre Rapel ou Tirolesa. Em Rapel, times tiveram que descer de rapel num penhasco e somar os três números informados nos lados. Em Tirolesa, times tiveram que ir numa tirolesa assustadora. No primeiro Bloqueio da corrida, um membro de cada time tinha que descer um bungee jump na Ponte Bloukrans.
Tarefas Adicionais
- No começo da corrida, times tinham que encontrar um balcão no aeroporto e pegar um dos dois tipos de envelopes contendo passagens, em dois horários diferentes, de voos para Port Elizabeth, África do Sul.
- No Kragga Kamma Game Park, times tinham que percorrer a marcação pelo pantâno e então amarrar um tronco no carro com uma corda. Então, os times tinham que levar o tronco a um caminho adiante, ao entregar o tronco, receberão a próxima pista.
- Em Nomathamsanqa, cada time tinha que carregar uma cesta com frutas em suas cabeças até Sangoma, se não derrubarem receberão a próxima pista.
- No Parque Nacional Tsitsikamma, times devem esperar até 07:30 para o parque abrir e receber a próxima pista.
- Na Vila Khoisan, times tiveram que jogar uma vareta tribal e quebrar um pote pendurado por uma corda.
- No Acampamento Nature's Valley, times tiveram que construir uma barraca para dormir naquela noite. Depois de classificado como completo, eles podiam correr ao Pit Stop.

### Etapa 2 (África do Sul)
- Port Elizabeth (Aeroporto Port Elizabeth) para Cidade do Cabo (Aeroporto Internacional da Cidade do Cabo)
- Cidade do Cabo (Table Mountain)
- Cidade do Cabo (Dunas de Atlantis)
- Cidade do Cabo (Autódromo Killarney)
- Cidade do Cabo (Langa)

O Desvio nesta etapa era Vinho ou Tiro. Em Vinho, times tiveram que viajar até Nelson Vineyard e carregar um barril vazio, e enchê-lo com vinho. Em tiro, times tiveram que viajar até Valley Gun Club e atirar em seis frisbees. Neste Bloqueio, um membro de cada time tinha que fazer uma volta rápida de dois minutos no Autódromo Killarney.
Tarefas Adicionais
- Nas Dunas de Atlantis, os dois membros dos times tinham que deslizar na duna numa prancha e verificar um arco para receber a próxima pista.

## Links
- Site Oficial

| The Amazing Race (EUA)          | 1 · 2 · 3 · 4 · 5 · 6 · 7 · Family Edition · 9 · 10 · All-Stars · 12 · 13 · 14 · 15 | CBS               |
| The Amazing Race Asia           | 1 · 2 · 3                                                                           | AXN Ásia          |
| A Corrida Milionária            | 1 · 2                                                                               | RedeTV e CNT      |
| The Amazing Race América Latina | 1 · 2                                                                               | Discovery Channel |
| Ha'Merotz La'Million            | 1                                                                                   | Channel 2         |